# Via romana

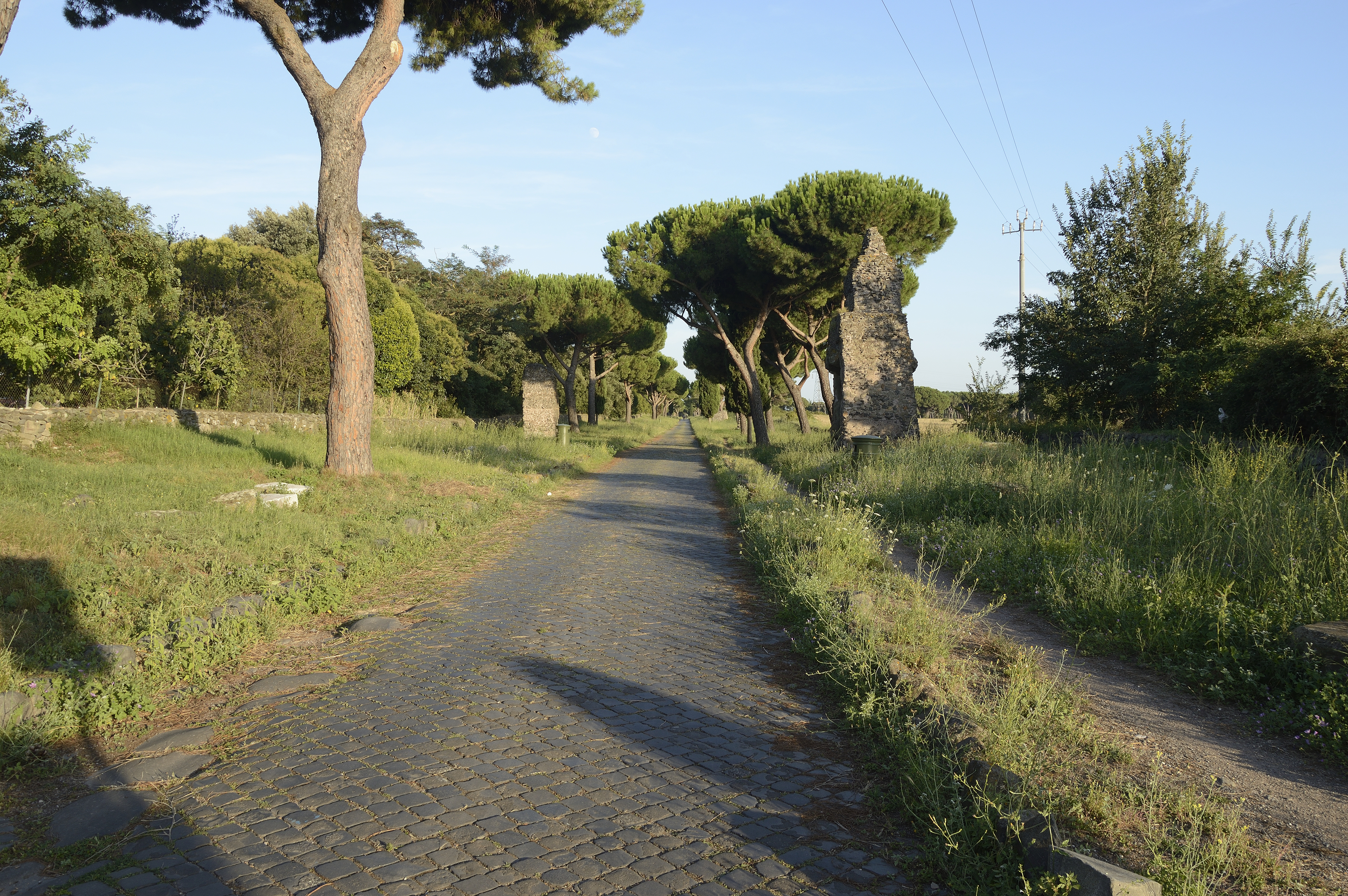
Un tram de la via Àpia, la principal via romana, a l'àrea de Quarto Miglio (Roma)

Mapa de les vies romanes a la península Ibèrica (Hispània) durant l'Imperi Romà

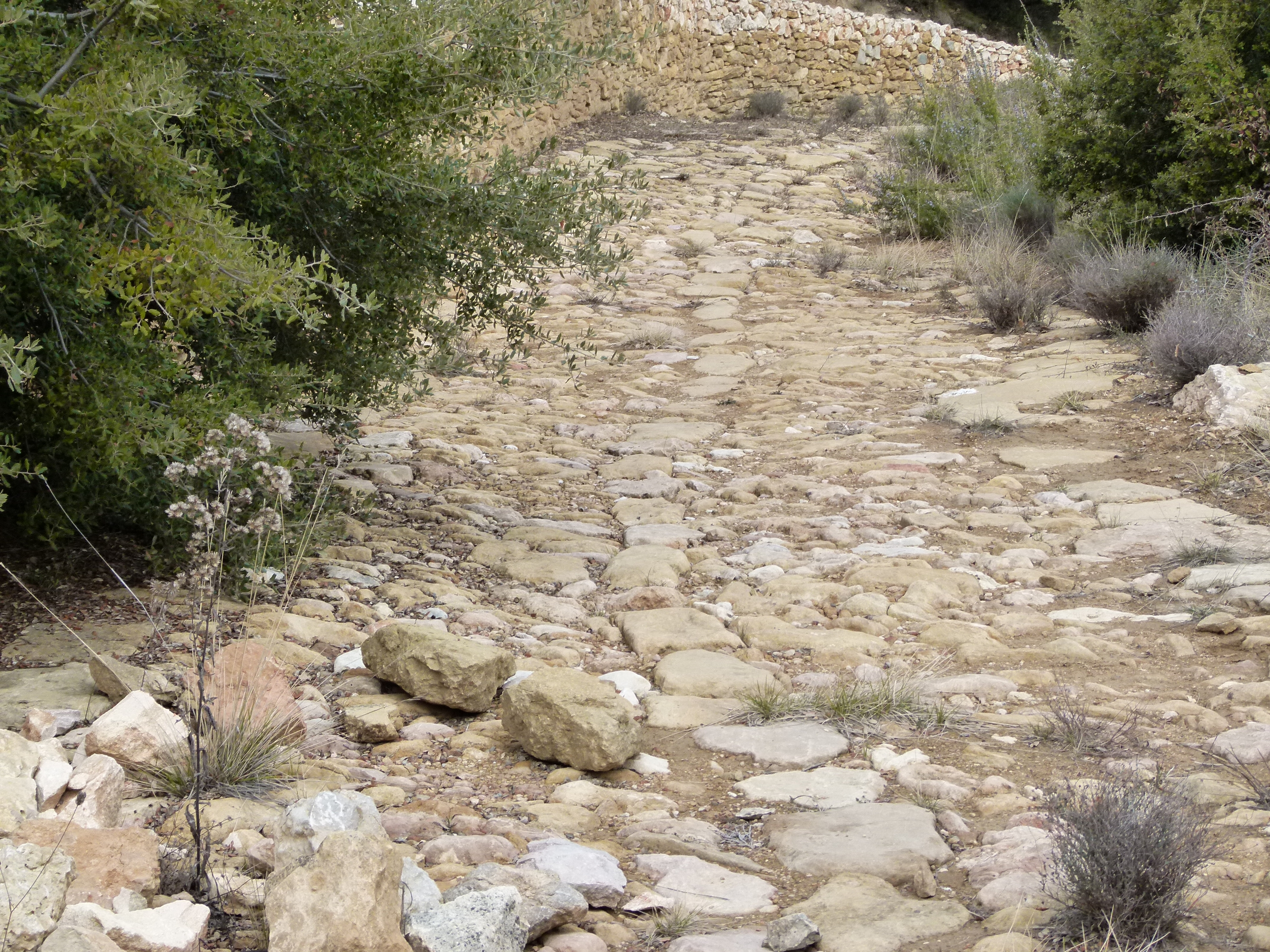
Brancal de la via Augusta al terme municipal d'Àger (la Noguera)

Les vies o calçades romanes formaven una xarxa de carreteres que abastava tot l'Imperi Romà.
Originàriament, la xarxa va ser dissenyada per a mantenir un control efectiu de les zones incorporades a l'imperi, però ràpidament van adquirir importància econòmica, ja que facilitaven el comerç i les comunicacions. El desenvolupament de la xarxa de vies romanes es va produir al mateix temps que el creixement de l'imperi. L'anomenat Itinerari d'Antoní és el document antic més complet per a l'estudi de les vies romanes, i data del final del segle iii.
Fins al final del segle iv aC, les calçades romanes eren poc més que senders que conduïen a Roma des de les distintes ciutats del Laci. Des d'aquest moment van començar a construir-se segons un pla establert, dissenyat conjuntament amb el programa tàctic d'expansió. Com que tenien un significat militar considerable, es van desenvolupar sistemes més complexos de construcció de calçades, en vista a fer-les més permanents i millors per a suportar diferents tipus de trànsit. Es van usar pedres de mides diferents per a construir unes calçades sòlides: les pedres grans es col·locaven a la base i sobre aquestes s'establia una capa de pedres més reduïdes i finalment una capa de sauló. En alguns casos, normalment a les rodalies de les ciutats, sobre aquests fonaments es col·locava un ferm de llambordes.
La via Àpia va començar a construir-se al voltant del 312 aC, i la via Flamínia cap al 220 aC. L'Imperi Romà va arribar a tenir un sistema de carreteres d'uns 80.000 km, consistent en 29 vies que partien de la ciutat de Roma, i una xarxa que cobria totes les províncies conquistades importants, incloent-hi la Gran Bretanya. Segons la llei romana tota persona tenia dret a usar les calçades, però els responsables del manteniment eren els habitants del districte pel qual passava. Durant l'edat mitjana el sistema de vies va començar a desaparèixer.
La via romana més antiga documentada epigràficament a la península és la que enllaçava les localitats d'Iluro i Ausa, construïda entre el 120 aC i el 110 aC.
Per Barcelona i València passava la via Augusta, que unia Cadis amb els Pirineus. Al coll de Panissars s'unia amb la via Domícia, que arribava fins a Itàlia.
Algunes vies romanes de renom són:
- A la Britànnia, la via Devana o les actualment anomenades Akeman Street, Dere Street i Watling Street
- A la Gàl·lia, la via Agripa, la via Aquitània o la via Domícia
- A Grècia, la via Egnàcia
- A Helvècia, la via Mala
- A Itàlia, la via Amerina, la via Annia, la via Àpia, la via Ardeatina, la via Aurèlia, la via Campana, la via Casilina, la via Càssia, la via Cecília, la via Clòdia, la via Col·latina, la via Flamínia, la via Flàvia, la via Llatina, la via Prenestina o la via Valèria
- A Hispània, la via Augusta
- Al Pròxim Orient, la via Diocleciana o la via Adriana

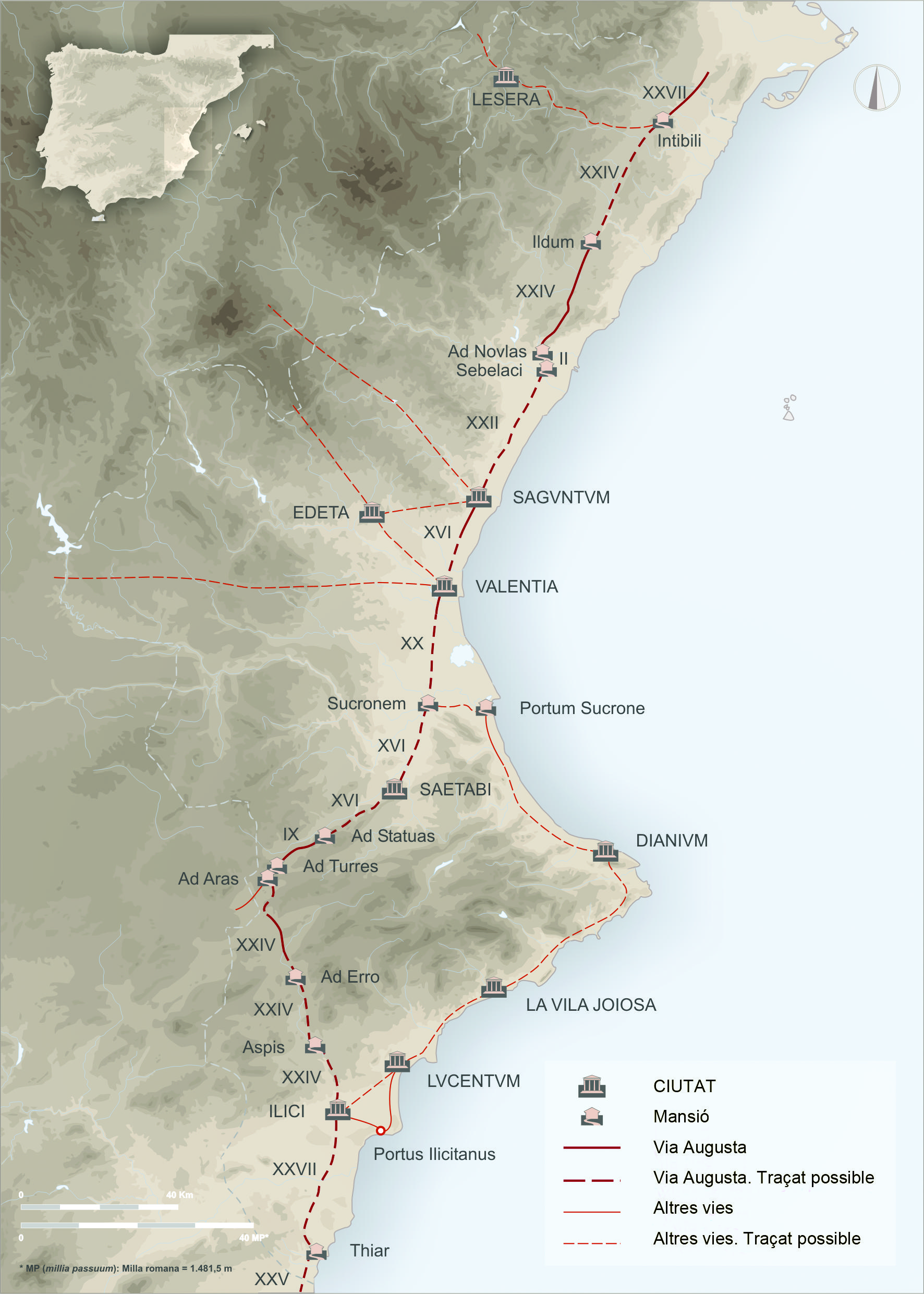
Vies romanes al territori de l'actual País Valencià